# Фредерік Калмс
Фредерік Калмс (англ. Frederick Kalms; 1897 — 23 жовтня 1977) — колишній австралійський тенісист.
Найвищим досягненням на турнірах Великого шолома був фінал в парному розряді.
Завершив кар'єру 1940 року.

## Фінали турнірів Великого шолома

### Парний розряд (1 поразка)
| Результат | Рік  | Турнір                | Покриття | Партнер         | Суперники                        | Рахунок       |
| --------- | ---- | --------------------- | -------- | --------------- | -------------------------------- | ------------- |
| Поразка   | 1925 | Чемпіонат Австралазії | Трава    | Джеймс Андерсон | Пет О'Гара Вуд Джералд Паттерсон | 4–6, 6–8, 5–7 |